# Per Rosén
Per Gustaf Rosén, i regel kallad P.G. Rosén, född 17 juni 1838 i Linköping, död 10 januari 1914 på Lidingön, var en svensk astronom och geodet. Han var måg till Per Jakob Emanuelsson och far till Karl D.P. Rosén. 
Rosén blev student vid Uppsala universitet 1857, filosofie doktor 1866 och docent i praktisk astronomi 1867, varefter han som bysantinsk stipendiat företog en resa till Ryssland och Tyskland 1867–1869. Han uppehöll sig därunder en längre tid vid Pulkovo-observatoriet. Av hans vetenskapliga verksamhet där kan särskilt nämnas hans studier i stjärnfotometri, utförda med en astrofotometer av Johann Karl Friedrich Zöllners konstruktion. Efter denna resa utnämndes han 1869 till professor vid Topografiska kåren samt till lärare vid Krigshögskolan. År 1905 tog han avsked från dessa befattningar.
Redan 1867 hade Rosén deltagit i trianguleringar vid västkusten för den europeiska gradmätningen. Som professor hade han ledningen av alla de geodetiska arbetena i Sverige, vilka vid hans tillträde pågått ett femtiotal av år på ett mer eller mindre planmässigt sätt och delade mellan tre olika verk: Topografiska kåren, Vetenskapsakademien och Sjökarteverket. Rosén fick till uppgift att planera och handlägga hela Sveriges triangulering. Vid tidpunkten var bara delar av södra Sverige, motsvarande en femtedel av hela landet, på ett tillfredsställande sätt triangulerade. Under Roséns överinseende av och personliga deltagande i dessa arbeten blev hela den övriga delen av landet, med undantag för en sträcka i Västerbottens län, överdragen med ett s.k. "första klassens triangelnät", skelettet av den ävenledes långt framskridna trianguleringen i detalj. För utförandet av dessa arbeten, till vilka förutom de egentliga triangelmätningarna samt basmätningarna hörde astronomiska precisionsbestämningar av polhöjder och longituder, anskaffade Rosén två precisionsinstrument, nämligen ett passageinstrument och två universalinstrument.
Åren 1876, 1879 och 1886 företog Rosén utländska resor i allmänna, med de geodetiska arbetena sammanhängande uppdrag, bland annat som deputerad för Sverige till den internationella gradmätningskonferensen i Berlin 1886. Under slutet av 1888 var han förordnad att biträda vid uppgörande av förslag till ordnande av undervisningen vid rikets navigationsskolor. Han blev ledamot av Krigsvetenskapsakademien 1875, av Vetenskapsakademien 1886 och av Vetenskapssocieteten i Uppsala 1897.
Bland hans avhandlingar kan nämnas Komet VI 1863 (i "Uppsala universitets årsskrift"), Studien und Messungen an einem zöllnerschen Astrophotometer (i "Bulletins de l'académie des sciences de Saint-Pétersbourg"), samt flera större och mindre avhandlingar rörande de geodetiska arbetena i Sverige och med dem sammanhängande ämnen.
Per Rosén är begravd på Norra begravningsplatsen utanför Stockholm.